# Trigonopsis moraballi
Trigonopsis moraballi là một loài côn trùng cánh màng trong họ Sphecidae, thuộc chi Trigonopsis. Loài này được Richards miêu tả khoa học đầu tiên năm 1937.